# Mionów
Mionów (dodatkowa nazwa w j. niem. Polnisch Müllmen) – wieś w Polsce, położona w województwie opolskim, w powiecie prudnickim, w gminie Głogówek. Historycznie leży na Górnym Śląsku, na ziemi prudnickiej. Położona jest na terenie Wysoczyzny Bialskiej, będącej częścią Niziny Śląskiej.
W latach 1975–1998 miejscowość należała administracyjnie do ówczesnego województwa opolskiego.
Według danych na 2011 wieś była zamieszkana przez 205 osób.
Częścią wsi są Hojnowice.

## Geografia

### Położenie
Wieś jest położona w południowo-zachodniej Polsce, w województwie opolskim, około 8,5 km od granicy z Czechami, na Wysoczyźnie Bialskiej, tuż przy granicy gminy Głogówek z gminą Biała. Należy do Euroregionu Pradziad. Leży na terenie Nadleśnictwa Prudnik (obręb Prudnik).

### Środowisko naturalne
W Mionowie panuje klimat umiarkowany ciepły. Średnia temperatura roczna wynosi +8,3 °C. Duże zróżnicowanie dotyczy termicznych pór roku. Średnie roczne opady atmosferyczne w rejonie Dzierżysławic wynoszą 623 mm. Dominują wiatry zachodnie.
| SIMC    | Nazwa     | Rodzaj    |
| ------- | --------- | --------- |
| 0493847 | Hojnowice | część wsi |

## Nazwa
Według niemieckiego nauczyciela Heinricha Adamy’ego nazwa miejscowości pochodzi od polskiej nazwy na uczucie miłości. W swoim dziele o nazwach miejscowych na Śląsku wydanym w 1888 roku we Wrocławiu jako najstarszą zanotowaną nazwę miejscowości wymienia nazwę Milowan podając jej znaczenie „Lieblingsort”, czyli po polsku „Miejscowość miłości”.
W alfabetycznym spisie miejscowości na terenie Śląska wydanym w 1830 roku we Wrocławiu przez Johanna Knie wieś występuje pod polską nazwą Miunow oraz nazwą niemiecką Polnisch Müllmen. Topograficzny opis Górnego Śląska z 1865 roku notuje wieś pod niemiecką nazwą Polnisch Müllmen, a także wymienia polską nazwę Milowan oraz inne historyczne nazwy we fragmencie: „Polnisch Müllmen (1405 Polonischim Melwayn, 1416 Mylowano polonical, polnisch Milowan und Mielanow)”.
Niemiecki leksykon geograficzny Neumana wydany w 1905 roku notuje nazwę miejscowości jako Polnisch Müllmen, z której w 1914 roku usunięto pierwszą część Polnisch pozostawiając Müllmen w wyniku czego utraciła ona swoje pierwotne znaczenie.
Ze względu na swoje polskie pochodzenie w 1936 nazwa Müllmen została zmieniona przez nazistowską administrację III Rzeszy na nową, całkowicie niemiecką nazwą Niederrode. 9 września 1947 r. nadano miejscowości polską nazwę Mionów. W wyniku procesów lingwistycznych oraz zmian obie obecne nazwy nie wiążą się już z pierwszym znaczeniem.

## Historia

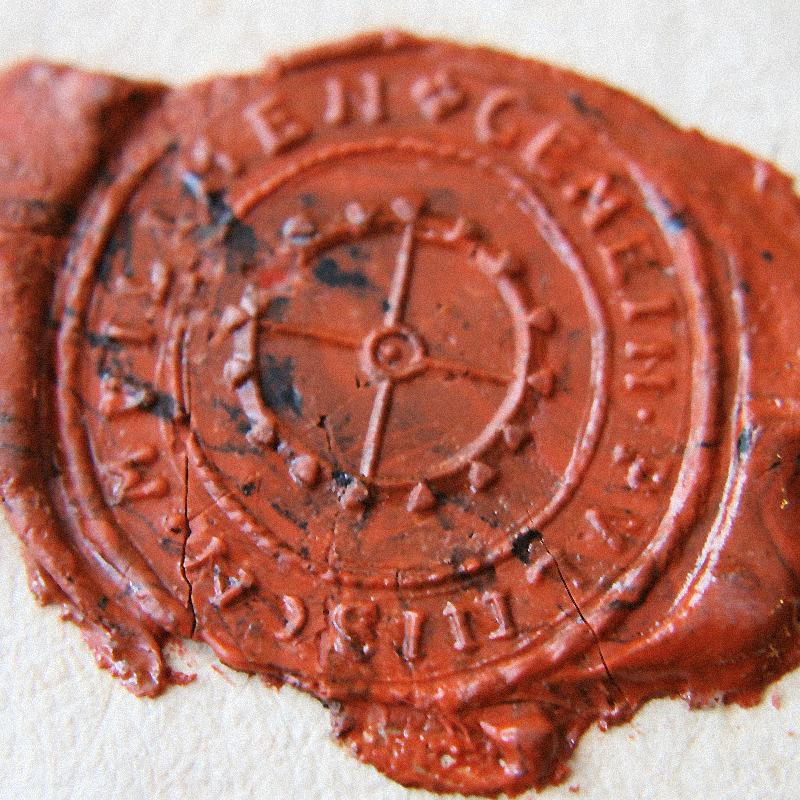
Pieczęć Mionowa (1725)

We wsi znajdują się neolityczne i średniowieczne stanowiska archeologiczne. Podczas badań archeologicznych znaleziono ślady produkcji hutniczej (odkryto piece dymarkowe z III–IV w p.n.e). W obrębie słupowej budowli w osadzie z III w. n.e. wydobyto monetę cesarza rzymskiego Antonina Piusa.
Wieś wzmiankowana była po raz pierwszy w 1217. Wówczas książę Kazimierz I opolski podarował swojemu kanclerzowi Sebastianowi wsie Mionów i Wierzch. Sebastian następnie oddał Wierzch bratu, natomiast zachował Mionów. W latach 1381–1600 właścicielami wsi była rodzina Stral (Strzela). Do 1742 wieś należała do powiatu sądowego głogóweckiego w Monarchii Habsburgów. Po I wojnie śląskiej znalazła się w granicach Królestwa Prus i weszła w skład powiatu prudnickiego w prowincji Śląsk.

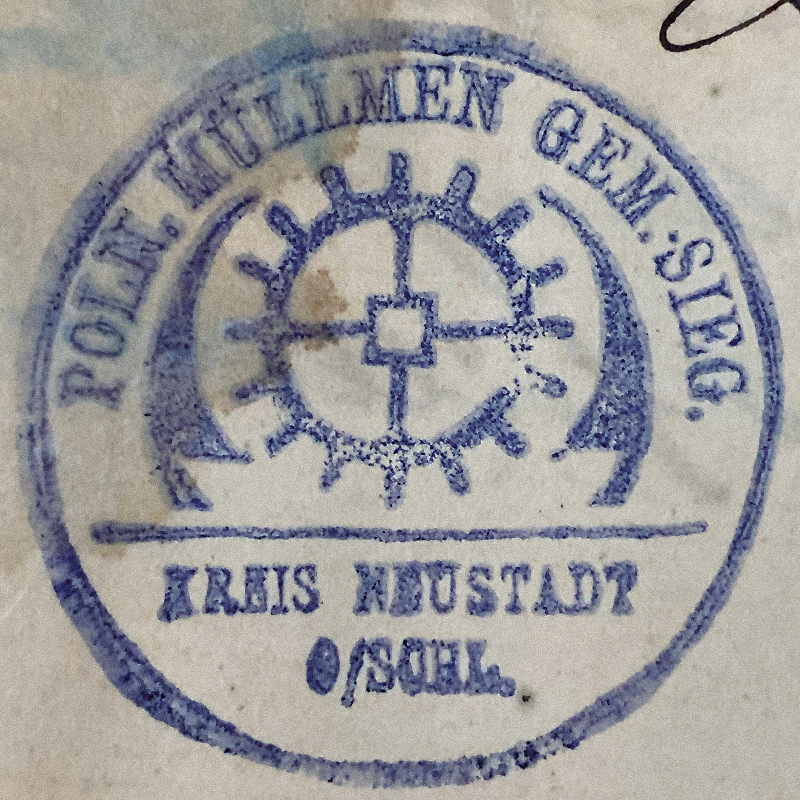
Pieczęć Mionowa (1897)

Wieś posiadała swoją własną pieczęć, która przedstawiała w polu młyńskie koło, po obu stronach ostrza kos w słup, a w otoku napis: POLL: MULLMEN: GEM: SIG: / NEYSTAETER CREYS (pol. Gmina Mionów / Powiat Prudnicki). Według spisu ludności z 1 grudnia 1910, na 395 mieszkańców Mionowa 3 posługiwało się językiem niemieckim, 391 językiem polskim, a 1 był dwujęzyczny.

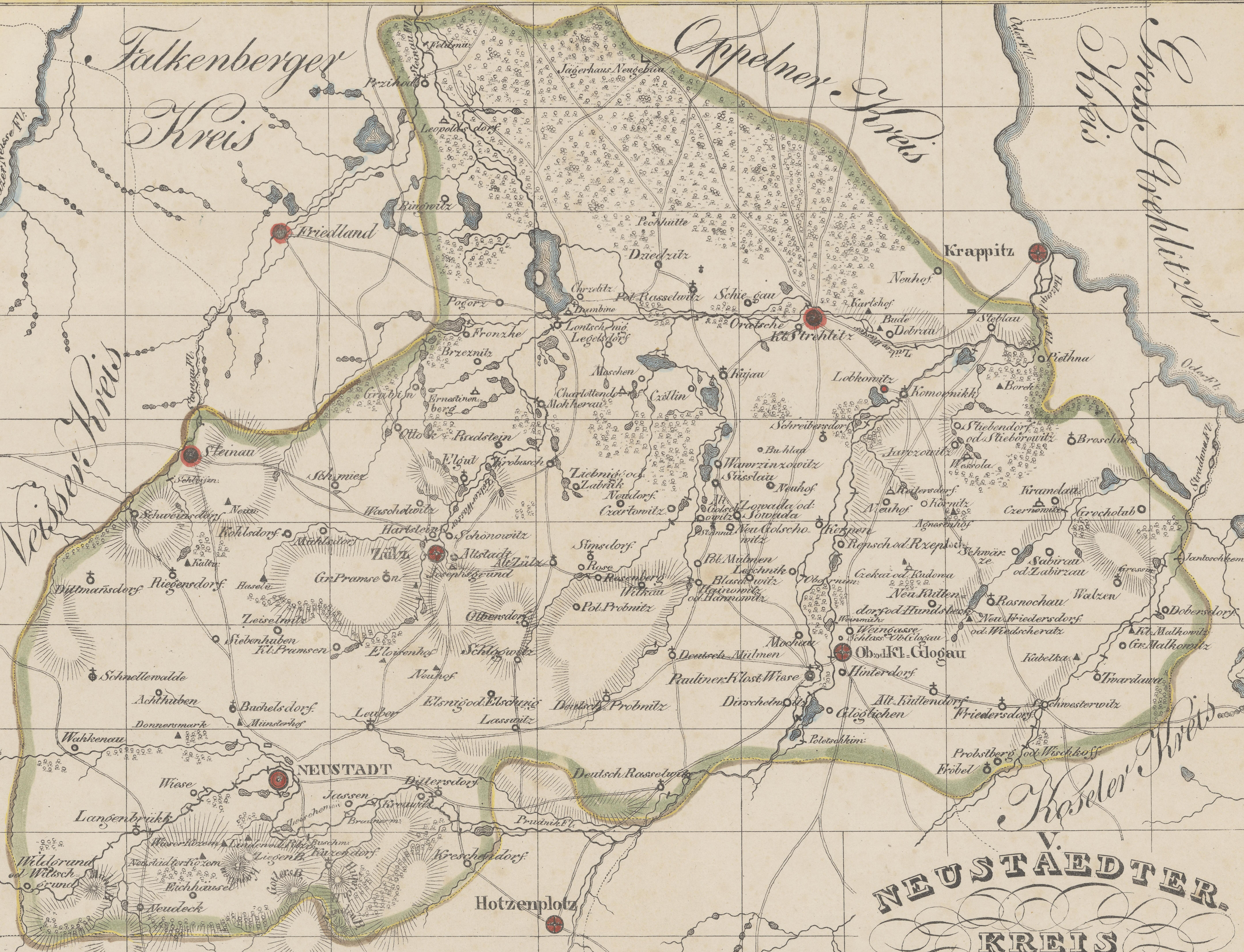
Mionów (Pol Mülmen) wśród miejscowości ziemi prudnickiej na mapie z XIX wieku

W 1921 w zasięgu plebiscytu na Górnym Śląsku znalazła się tylko część powiatu prudnickiego. Mionów znalazł się po stronie wschodniej, w obszarze objętym plebiscytem. Do głosowania uprawnione były w Mionowie 284 osoby, z czego 222, ok. 78,1%, stanowili mieszkańcy (w tym 220, ok. 77,4% całości, mieszkańcy urodzeni w miejscowości). Oddano 275 głosów (ok. 96,8% uprawnionych), w tym 274 (99,6%) ważne; za Niemcami głosowało 150 osób (54,7%), a za Polską 124 osoby (45,3%). W 1926 w Mionowie została założona jednostka ochotniczej straży pożarnej. W 1931 w domu Jana Dziadka w Mionowie zorganizowano prywatną szkołę polską. Z czasem została ona przeniesiona do Wierzchu.
Podczas II wojny światowej amerykańskie lotnictwo bombardowało okolice wsi, jednak sama wieś nie ucierpiała wskutek nalotów. Armia Czerwona wkroczyła do Mionowa w drodze na Prudnik w marcu 1945 podczas operacji górnośląskiej.
Od marca do maja 1945 powiat prudnicki znajdował się pod kontrolą radzieckiej komendantury wojskowej. 11 maja 1945 polska administracja przejęła władzę cywilną w powiecie prudnickim. Mieszkańcom Mionowa, posługującym się dialektem śląskim bądź znającym język polski, pozwolono pozostać we wsi po otrzymaniu polskiego obywatelstwa.
W latach 1945–1950 Mionów należał do województwa śląskiego, a od 1950 do województwa opolskiego. W latach 1945–1954 wieś należała do gminy Gostomia, w latach 1954–1959 do gromady Błażejowice, a w latach 1959–1972 do gromady Mochów. Podlegała urzędowi pocztowemu w Białej.
W 1949 we wsi znajdowały się między innymi: szkoła podstawowa prowadzona przez Inspektorat Szkolny w Prudniku, kotlarz, ślusarz. Od 1972 do 1997 we wsi funkcjonowała Rolnicza Spółdzielnia Produkcyjna. W latach 1980–1983 wzniesiono nową remizę ochotniczej straży pożarnej. W 1999 Mionów przystąpił do Programu Odnowy Wsi Opolskiej.

## Mieszkańcy
Miejscowość zamieszkiwana jest przez mniejszość niemiecką oraz Ślązaków. Mieszkańcy wsi posługują się gwarą prudnicką, będącą odmianą dialektu śląskiego. Należą do podgrupy gwarowej nazywanej Goloki.

### Liczba mieszkańców wsi
- 1871 – 434[35]
- 1885 – 439[36]
- 1905 – 393[37]
- 1910 – 395[38]
- 1939 – 382[39]
- 1966 – 292[40]
- 1998 – 240[41]
- 2002 – 235[41]
- 2009 – 210[41]
- 2011 – 205[41]
- 2013 – 211[42]

## Zabytki

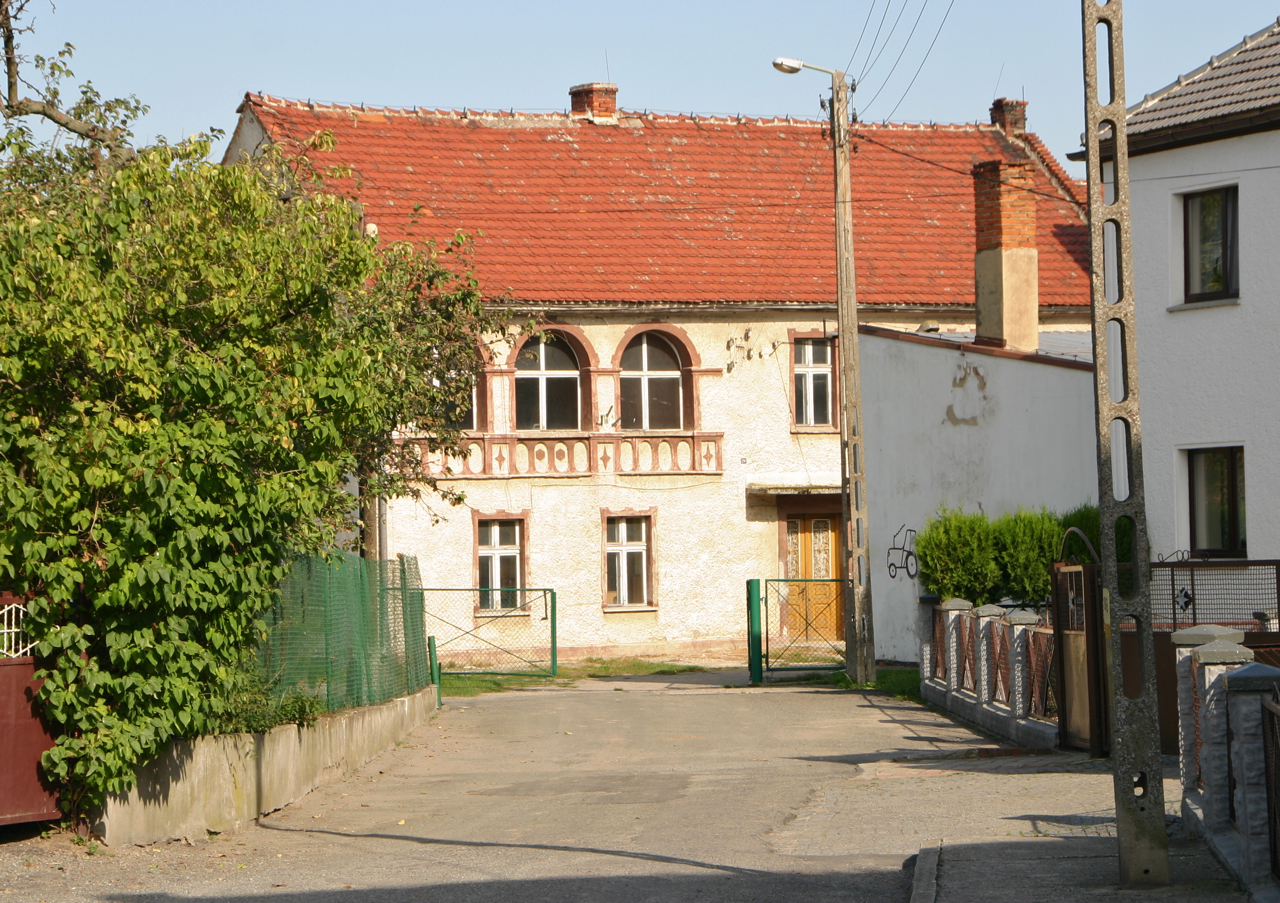
Dom nr 22

Do wojewódzkiego rejestru zabytków wpisany jest:
- dom nr 22, z XIX w.

Zgodnie z gminną ewidencją zabytków w Mionowie chronione są ponadto:
- układ ruralistyczny wsi
- kaplica pośrodku wsi
- kapliczka dzwonnica przy drodze na Wierzch, przy posesji nr 52
- dom mieszkalny w zagrodzie nr 20
- dom mieszkalny (wycużny) w zagrodzie nr 22

## Gospodarka
W Mionowie siedzibę mają firmy Autostryj i Zakład H.U. S.C, zrzeszone w Cechu Rzemieślników i Przedsiębiorców w Prudniku.

## Transport
W zarządzie Wydziału Drogownictwa Starostwa Powiatowego w Prudniku znajduje się droga powiatowa nr 1208O relacji Biała – Solec – Rostkowice – Wilków – Mionów – Błażejowice Dolne – Mochów.
Mionów posiada połączenia autobusowe z Głogówkiem, Prudnikiem. We wsi znajdują się trzy przystanki autobusowe – „Hojnowice”, „Mionów”, „Wieś”.
Transport autobusowy w Mionowie obsługiwany był przez PKS Prudnik. W 2004 prudnicki PKS został sprywatyzowany z udziałem Connex Polska. W 2008, w wyniku połączenia spółek PKS Connex Prudnik i PKS Connex Kędzierzyn-Koźle, utworzona została spółka Veolia Transport Opolszczyzna, w 2013 przejęta przez Arriva Bus Transport Polska. W 2019 Arriva wycofała się z Prudnika. Wówczas organizacją przewozów pasażerskich w Mionowie i okolicy zajęły się ościenne PKS-y. W grudniu 2021 powołano Powiatowo-Gminny Związek Transportu „Pogranicze”, mający na celu poprawę jakości transportu.

## Kultura
W Mionowie działa Niemieckie Koło Przyjaźni (Deutscher Freundeskreis) – oddział terenowy Towarzystwa Społeczno-Kulturalnego Niemców na Śląsku Opolskim.

## Religia
Katolicy z Mionowa należą do parafii św. Wawrzyńca w Wierzchu (dekanat Głogówek). We wsi znajduje się kaplica św. Jadwigi.

## Turystyka
Oddział PTTK „Sudetów Wschodnich” w Prudniku ustanowił turystyczną Odznakę Krajoznawczą Ziemi Prudnickiej, którą zdobywa się poprzez zwiedzenie odpowiedniej liczby obiektów w miejscowościach położonych na ziemi prudnickiej, w tym w Mionowie.
12 lipca 2010, w ramach organizowanego w Prudniku VI Europejskiego Tygodnia Turystyki Rowerowej, w którym wzięli udział rowerzyści z całej Europy, przez Mionów prowadziła trasa „Szlakiem Pielgrzyma”.

## Bezpieczeństwo

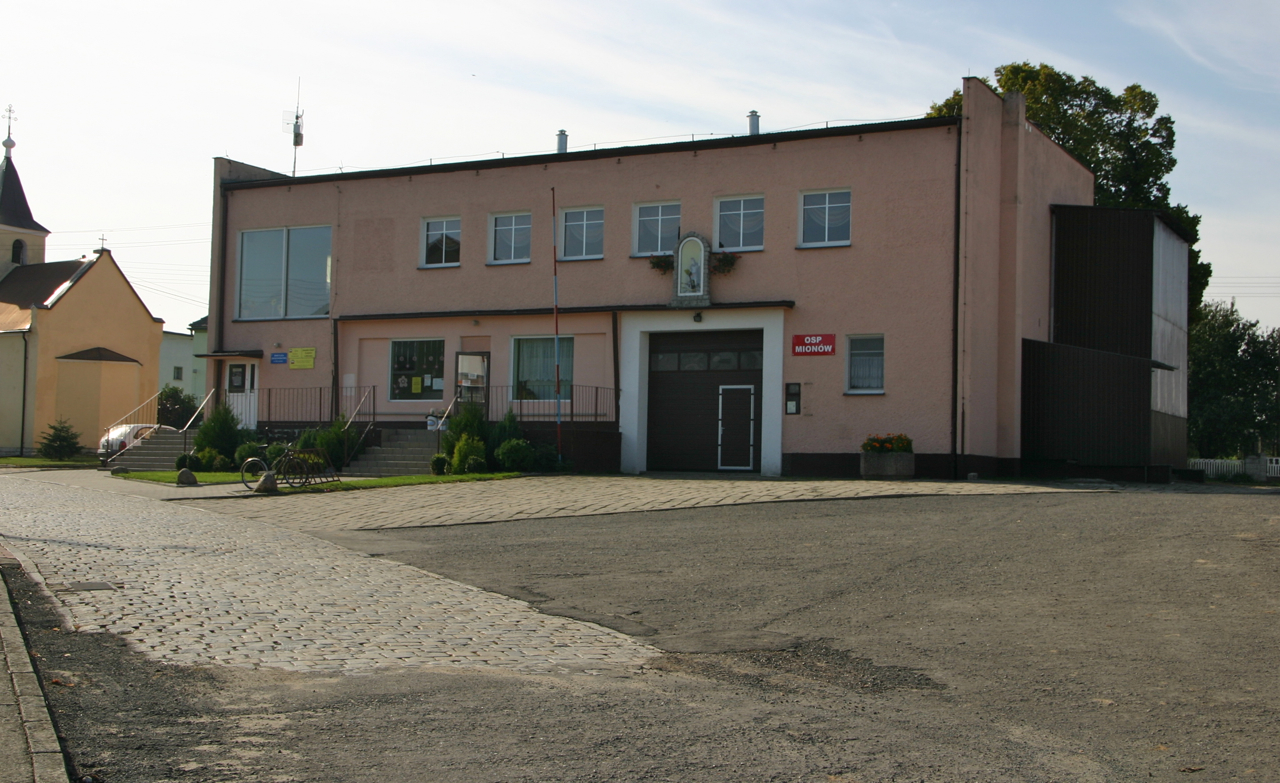
Remiza ochotniczej straży pożarnej

W zakresie ochrony przeciwpożarowej oraz innych miejscowych zagrożeń w Mionowie działa jednostka Ochotniczej Straży Pożarnej.
Miejscowość jest pod opieką dzielnicowego rejonu służbowego nr 12 Komendy Powiatowej Policji w Prudniku (Komisariat Policji w Głogówku).
Teren wsi, jak i całej gminy Głogówek, położony jest w strefie nadgranicznej w związku z czym Straż Graniczna dysponuje, na tym obszarze, specjalnymi kompetencjami w zakresie bezpieczeństwa. Gminę Głogówek obejmuje zasięgiem służbowym placówka Straży Granicznej w Opolu ze Śląskiego Oddziału SG.

## Ludzie związani z Mionowem
- Jan Piotr Chrząszcz (1857–1928) – kapłan i historyk regionalny, urodzony w Mionowie